# بخش لوه
بخش لوه یکی از بخش‌های شهرستان گالیکش در استان گلستان ایران است.

## جمعیت
براساس سرشماری مرکز آمار ایران در سال ۱۳۹۰، جمعیت بخش لوه ۱۵۶۱۲ نفر بوده‌است.

## تقسیمات کشوری
بخش لوه از دو دهستان و یک شهر تشکیل شده‌است:
- دهستان قراولان
- دهستان گلستان

شهر:صادق‌آباد (گالیکش)